# Salijski zakonik
Salijski zakonik (lat. Lex Salica), zbirka plemenskog običajnog prava Salijskih Franaka, popisanog krajem 5. ili početkom 6. stoljeća.
Najstarija redakcija zbornika naslovljena je Pactus legis Salicae i napisana je u doba franačkog kralja Klodviga. Za vrijeme Karla Velikog zbirka je izdana u pročišćenom tekstu kao Lex Salica emendata.
Obuhvaćao je različita pravna područja, a najviše je odredaba iz kaznenog prava. Prema odredbama iz nasljednog prava, žene su bile isključene od nasljeđivanja nekretnina, pa su dosljedno tome, prema patrimonijalnom shvaćanju koje je državu smatralo patrimonijem (vladarevom baštinom), bile isključene i od nasljeđivanja prijestolja.